# Harald Hasselbach
Pour les articles homonymes, voir Hasselbach.
(en) Statistiques sur pro-football-reference
Harald Hasselbach, né le 22 septembre 1967 à Amsterdam (Pays-Bas) et mort le 23 novembre 2023 à Parker au Colorado (États-Unis), est un joueur néerlandais de football canadien et de football américain ayant évolué au poste de defensive end.
Professionnel dans la National Football League (NFL) de 1994 à 2000, il remporte les Super Bowl XXXII et XXXIII avec la franchise des Broncos de Denver.
Précédemment, il avait joué quatre saisons pour les Stampeders de Calgary dans la LCF, avec qui il remporte la 80e Coupe Grey en 1992. Au niveau universitaire, il avait joué pendant cinq saisons pour les Huskies de Washington dans la NCAA Division I FBS.

## Biographie
Hasselbach est né d'un père ingénieur agronome néerlandais et d'une mère surinamienne. Il grandit à Tsawwassen (en), dans la province canadienne de Colombie-Britannique et étudie à la South Delta Secondary School (en). Il est le petit frère du présentateur de télévision néerlandais Ernst-Paul Hasselbach (en), qui meurt dans un accident de la route en 2008.
Au niveau universitaire, Hasselbach joue dans la NCAA Division I FBS, tout d'abord pour les Sun Devils de l'université d'État de l'Arizona, ensuite avec les Huskies de l'université de Washington (1989),. En cinq saisons avec les Huskies, considéré comme remplacant de Dennis Brown et de Steve Emtman, il n'apparaît que dans quatre actions de jeu dont un tacle sur le running back Emmitt Smith. 
Sélectionné par les Stampeders de Calgary au 5e tour de la draft 1989 de la LCF (en), c'est Tom Higgins, entraîneur de la ligne défensive, qui va contribuer à façonner son talent. Il joue quatre saisons (1990-1993) pour les Stampeders avec qui il remporte la 80e Coupe Grey en 1992. Il est désigné joueur all-star au terme de la saison 1993 de la CFL et reçoit des offres de quatorze franchises NFL.
Hasselbach choisit finalement de rejoindre les Broncos de Denver où il preste pendant sept saisons (1994 à 2000) et où il remporte les Super Bowls XXXII et XXXIII,. Il y dispute 121 matchs dont 29 en tant que titulaire et 9 matchs de phase finale, totalise 154 plaquages, 17½ sacks quatre fumbles forcés. Il ne manquera aucun des matchs de son équipe au cours de cette période tant en saison régulière qu'en phase finale. Titulaire lors du Super Bowl XXXIII, il y effectue deux plaquages contre les Falcons d'Atlanta.
Hasselbach est un des seuls joueurs sacrés champions de la Coupe Grey et du Super Bowl.
Il est intronisé au Temple de la renommée du football de Colombie-Britannique en 2016.

## Crédits
- (en) Cet article est partiellement ou en totalité issu de l’article de Wikipédia en anglais intitulé « Harald Hasselbach » (voir la liste des auteurs).